# Casimir Nowotarski
Casimir Nowotarski, né le 26 novembre 1932 à Wittelsheim et mort le 16 octobre 2024 à Lugrin,, est un footballeur français, qui joue au poste d'inter ou d'ailier.

## Biographie
Casimir Nowotarski passe par Le Havre AC, les Girondins de Bordeaux, le LOSC Lille, le Racing Club de Strasbourg et Besançon Racing Club.
Il se reconvertit ensuite dans une carrière d'entraîneur de football, après être sorti major du stage national des entraîneurs, en 1969. Après des débuts remarqués à Évian-les-Bains, il prend en main en 1971 le RC Strasbourg, qui vient de descendre en D2. Il réussit à faire remonter le club alsacien dès sa première saison et à le maintenir la saison suivante ; il est remplacé en novembre 1973 par Robert Domergue.
Il prend alors le chemin, en 1974, du FC Gueugnon, qui vient de frôler la relégation en D3, et en fait le meilleur club amateur français. Il mène son équipe aux barrages pour l'accession à la Division 1 lors de la saison 1976-1977, et remporte le titre en 1979.

## Carrière de joueur
- 1953-1954 :  Le Havre AC
- 1954-1956 :  Girondins de Bordeaux
- 1956-1960 :  Lille OSC
- 1960- décembre 1961 :  RC Strasbourg
- décembre 1961-1963 :  RCFC Besançon[3]

## Carrière d'entraîneur
- 1969-1971 :  US Évian-les-Bains
- 1971-1973 :  RC Strasbourg
- novembre 1974-1986 :  FC Gueugnon

## Palmarès d'entraîneur
- Vice-Champion de France de D2 en 1972 avec Strasbourg
- Champion de France de D2 en 1979 avec Gueugnon